# Missing You (canção de The Saturdays)
"Missing You" é uma canção de electropop do grupo feminino britânico The Saturdays, contida em seu extended play Headlines. Ela foi oficialmente lançada como primeiro single do EP primeiramente no formato digital, em 5 de agosto de 2010, na Irlanda.

## Formatos e faixas
| CD single |                 |         |  |
| N.º       | Título          | Duração |  |
| 1.        | "Missing You"   | 3:42    |  |
| 2.        | "Ready to Rise" | 3:35    |  |

| Single digital |                                                      |         |  |
| N.º            | Título                                               | Duração |  |
| 1.             | "Missing You"                                        | 3:42    |  |
| 2.             | "Missing You" (Cahill Club Mix)                      | 6:03    |  |
| 3.             | "Missing You" (Cahill Club Mix)                      | 6:15    |  |
| 4.             | "Missing You" (Cahill Radio Edit - apenas no iTunes) | 3:31    |  |

| Single digital 2 |                          |         |  |
| N.º              | Título                   | Duração |  |
| 1.               | "Missing You" (acústica) | 3:20    |  |

## Paradas musicais
| Parada (2009)       | Melhor posição |
| ------------------- | -------------- |
| Irish Singles Chart | 6              |
| UK Singles Chart    | 3              |

## Histórico de lançamento
| País                  | Data                 | Formato                     | Gravadora                    |
| --------------------- | -------------------- | --------------------------- | ---------------------------- |
| Irlanda               | 5 de agosto de 2010  | Download digital            | Polydor Records              |
| Reino Unido           | 8 de agosto de 2010  | Download digital            | Fascination Records          |
| Irlanda               | 9 de agosto de 2010  | Download digital (acústica) | Polydor Records              |
| Irlanda e Reino Unido | 9 de agosto de 2010  | CD single                   | Polydor, Fascination Records |
| Reino Unido           | 12 de agosto de 2010 | Download digital (acústica) | Fascination Records          |